# Makabi Białystok
Makabi Białystok – żydowski wielosekcyjny (m.in. piłka nożna, koszykówka, tenis) klub sportowy z siedzibą w Białymstoku, rozwiązany po wybuchu II wojny światowej.

## Piłka nożna
Założony w 1926 roku od początku uczestniczył w rozgrywkach klasy A Białostockiego Okręgu Piłki Nożnej. Zapisał się jako drugi pod względem osiągnięć klub żydowski w Białymstoku. W roku 1935 Makabi połączyło się z ŻKS Białystok tworząc klub o nazwie ŻKS Makabi Białystok. rozwiązany w 1939 po rozpoczęciu okupacji niemieckiej.

## Sezony
| Poziomy rozgrywkowe                                                                | Poziomy rozgrywkowe | Poziomy rozgrywkowe | Poziomy rozgrywkowe | Poziomy rozgrywkowe | Sezony, opis | Sezony, opis   | Sezony, opis | Sezony, opis | Sezony, opis | Sezony, opis | Sezony, opis | Sezony, opis | Sezony, opis     |
| I                                                                                  | II                  | III                 | IV                  | V                   | Sezon        | Liga           | Poz.         | Pkt.         | Bramki       | Z/R/P        | Uwagi        | Nazwa        | ZPN              |
| ---------------------------------------------------------------------------------- | ------------------- | ------------------- | ------------------- | ------------------- | ------------ | -------------- | ------------ | ------------ | ------------ | ------------ | ------------ | ------------ | ---------------- |
| MP                                                                                 | A                   | B                   | C                   |                     | 1926         |                |              |              |              |              |              | Makabi       |                  |
| L                                                                                  | A                   | B                   | C                   |                     | 1927         |                |              |              |              |              |              | Makabi       |                  |
| L                                                                                  | A                   | B                   | C                   |                     | 1928         | Klasa B        | 3            | b.d.         | b.d.         | b.d.         |              | makabi       | Warszawski OZPN  |
| L                                                                                  | A                   | B                   | C                   |                     | 1929         | Klasa A        | 6            | 2            | 12-36        | 1/0/9        | [ 1 ]        | Makabi       | Białostocki OZPN |
| L                                                                                  | A                   | B                   | C                   |                     | 1930         | Klasa A        | 5            | b.d.         | b.d.         | b.d.         |              | Makabi       | Białostocki OZPN |
| L                                                                                  | A                   | B                   | C                   |                     | 1931         | Klasa A        | 6            | 9            | 13-27        | 3/3/8        |              | Makabi       | Białostocki OZPN |
| L                                                                                  | A                   | B                   | C                   |                     | 1932         | Klasa A        | 8            | 6            | 13-35        | 3/2/9        |              | Makabi       | Białostocki OZPN |
| L                                                                                  | A                   | B                   | C                   |                     | 1933         | Klasa B (gr.I) | b.d.         | b.d.         | b.d.         | b.d.         |              | Makabi       | Białostocki OZPN |
| L                                                                                  | A                   | B                   |                     |                     | 1934         | Klasa B (gr.I) | 1            |              |              |              | [ 2 ]        | Makabi       | Białostocki OZPN |
| Po sezonie fuzja z ŻKS Białystok, powstał nowy klub o nazwie ŻKS Makabi Białystok. |                     |                     |                     |                     |              |                |              |              |              |              |              |              |                  |

## Koszykówka
W roku 1931 koszykarze Makabi wygrali mistrzostwo okręgu białostockiego.